# Ishmael Miller
Ishmael Anthony Miller (født 5. marts 1987 i Manchester, England) er en engelsk fodboldspiller, der spiller som angriber. Gennem karrieren har han spillet for blandt andet Manchester City, West Bromwich, Nottingham Forest og Huddersfield.